# Fédération Internationale de Billard
Die Fédération Internationale de Billard (FIB) war der erste europäische Kontinentalverband für Billard, zu der Zeit noch ausschließlich für Karambolage, andere Disziplinen wie Poolbillard oder Snooker waren noch nicht populär genug. Snooker und English Billiards spielte nur in den Ländern des Commonwealth eine Rolle und wurde von England aus organisiert. Die FIB war der Vorgängerverband der Confédération Européenne de Billard (CEB).

## Geschichte

### Das Gründungsjahr 1956
Die Gründungsgeschichte der FIB Mitte der 1950er-Jahre ist geprägt von Unzufriedenheit über die Situation der nationalen Selbstständigkeit und Streitigkeiten zwischen dem Weltverband Union Internationale des Fédérations des Amateurs de Billard (UIFAB) und einigen europäischen und südamerikanischen Nationalverbänden, allen voran die Niederlande, Deutschland, Belgien und dem damals noch selbstständigen Saarland, aber auch die Verbände Südamerikas, wie Argentinien, sind mit der vorhandenen Situation, wie die über die Ausrichtung von Kontinentalmeisterschaften, mehr als unzufrieden. Die UIFAB hatte zu dem Zeitpunkt gerade einmal 14 aktive Mitglieder, 10 Europäische und vier Südamerikanische, der Rest der „Mitglieder“ stand nur auf dem Papier, zahlte keine Beiträge und beteiligte sich nicht am Verbandswesen. Es wurde versucht mit der UIFAB eine Einigung zu erzielen und mehr Selbstständigkeit und Mitspracherecht zu erhalten. Aber der gealterte und starrköpfige UIFAB-Vorstand um Präsident Charles Faroux zeigt sich uneinsichtig und wollte die seit 1925 stattfindenden Europameisterschaften in Eigenregie behalten. Nachdem sich die Situation mit dem Weltverband als verfahren zeigte, beschließen die stärksten und aktivsten Verbände, die Niederlande, Deutschland, Belgien und das Saarland, einen eigenen, europäischen Billardverband zu gründen. Am 18. und 19. August 1956 traf man sich dann im belgischen Lüttich im Grand Hotel d'Angleterre zur Gründungssitzung und 1. Generalversammlung. Belgien war damit zum zweiten Mal an der Gründung eines Billardverbandes beteiligt. Folgende Delegierte der vier Nationalverbände waren anwesend:
- Koninklijke Nederlandsche Biljartbond (KNB)
  - W. Eeuwijk, Präsident
  - J. van Vlies, Vizepräsident
  - A. W. H. van Haaren, Generalsekretär und Schatzmeister
  - J. van Beim, Vorstandsmitglied
- Deutscher Billard-Bund (DBB)
  - Karlheinz Krienen, Präsident
- Saarländischer Amateur-Billard-Verband (SABV)
  - M. App, Präsident
- Fédération Royale Belge de Billard-Amateurs (FRBBA)
  - Georges Troffaes, Präsident
  - E. Laurent, Vizepräsident
  - Ch. Pernicieux, Generalsekretär
  - T. Lemaire, Schatzmeister
  - L. C. Druart, Generalsekretär

Ein Regelwerk wurde diskutiert und beschlossen. Dies sah, unter anderem, auch vor, dass Fehler und Verhaltensmissstände der UIFAB ausgeschlossen werden sollten und wesentlich verbindlicher sein als das der UIFAB, bei der die Mitglieder oftmals mehr oder weniger unzuverlässig ihr Werk tun konnten, ohne Konsequenzen befürchten zu müssen. Auch eine strengere, ordentlichere Kleidungsvorschrift wurde erlassen, fehlende Krawatten, offene Kragen und aufgerollte Hemdsärmel wurden nun nicht mehr toleriert, ebenso wenig wie Verbände die nicht aktiv am Verbandswesen teilnehmen, keine Meisterschaften ausrichten und auch ihre Mitgliedsbeiträge nicht bezahlen. Eine Aufnahmen würde daher im Vorfeld genau und ernsthaft geprüft werden. Ein neuer Vorstand musste gewählt werden. Zum Präsidenten machte man den Belgier Georges Troffaes, der Präsident des DBB, Karlheinz Krienen, wurde zum Sportgeneraldirektor ernannt, zusätzlich betraute man ihn noch mit der Presse- und Propagandaarbeit. Krienen hatte zur Gründungsversammlung bereits ein ausgearbeitetes Ideenpapier vorgelegt, in dem er aufzeigte, wie er sich den internationalen Billardsport vorstellte. Die Vorstellungen Krienens fanden großen Anklang und wurde genehmigt. Vizepräsident wurde der Niederländer W. Eeuwijk und der Saarländer App wurde zum Commissaire ernannt.
Insgesamt wurden 41 Artikel zum Regelwerk beschlossen, eine Aufnahmegebühr sollte es nicht geben, der Mitgliedsbeitrag wurde auf 10 $ festgesetzt. Des Weiteren wurde der internationale Turnierkalender für die kommende Saison 1956/57 festgelegt, indem die FIB zum ersten Mal eine eigene Europameisterschaft (Cadre 47/2) ausrichten wird. In dem Jahr gab es also, mit der EM der UIFAB, eine Doppel-EM. Noch im November des gleichen Jahres fand der Saarländische Billardverband wieder Anschluss an Deutschland und den DBB.

### Umbenennung bzw. Neugründung der CEB 1958

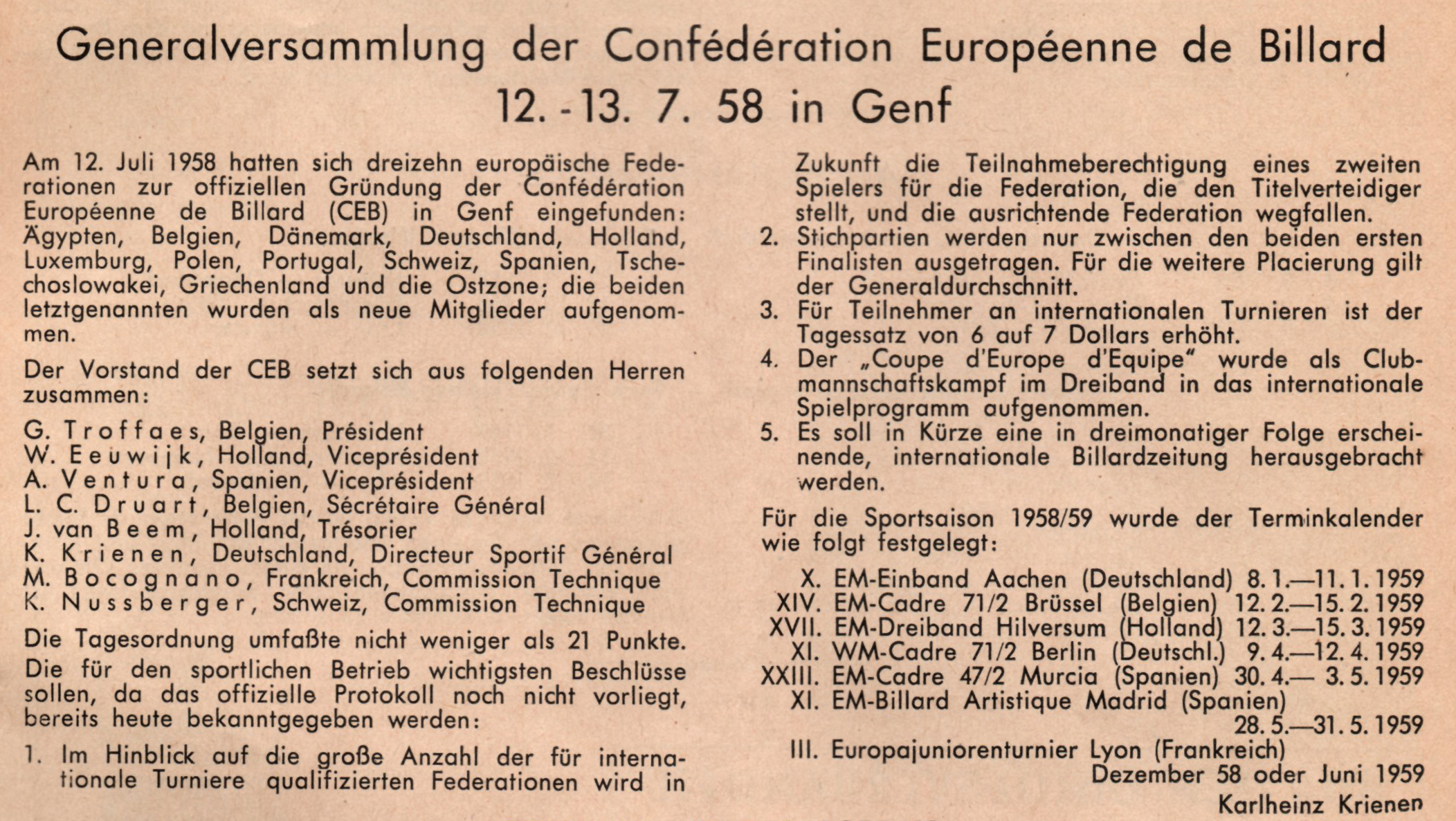
CEB-Gründungsmeldung

Nachdem immer weitere Mitgliedsverbände unzufrieden mit der UIFAB wurden und diese verließen, dachte man über eine Erweiterung der FIB nach. Diese endeten dann schließlich am 12. Juli 1958 in Genf mit der Gründung der Confédération Européenne de Billard (CEB).
Es gibt unterschiedliche Angaben zur Anzahl der Gründungsmitglieder. Die deutsche Billard-Zeitung berichtet im August 1958 von 13 Nationalverbänden (Ägypten, Belgien, Dänemark, Deutschland, Holland Luxemburg, Polen, Portugal, Schweiz, Spanien, Tschechoslowakei, Griechenland und die Ostzone). Die CEB selbst führt 15 Gründungsverbände auf (ohne Ostzone, aber mit Großbritannien, Österreich und Italien).
Der Vorstand der FIB ging nahtlos zur CEB über und wurde ergänzt durch:
- A. Ventura, 2. Vizepräsident
- J. van Beim, Schatzmeister
- M. Bocognano, Technischer Kommissar
- K. Nussberger, Technischer Kommissar